# Tay-K
Tay-K (рус. Те́й-Ке́й; настоящее имя — Тэймор Трэвон Макинтайр; англ. Taymor Travon McIntyre; род. 16 июня 2000, Лонг-Бич, Лос-Анджелес, Калифорния, США) — американский рэпер и осуждённый убийца. Он стал наиболее известен после релиза песни «The Race», которая была в чарте Billboard Hot 100 в США после ареста Макинтайра в Элизабет, штат Нью-Джерси, вследствие общенациональной охоты за убийцами.
В июле 2019 года Макинтайр был признан виновным в убийстве за участие в вооружённом вторжении в дом в 2016 году, в результате которого погиб Итан Уокер. Он был приговорён к 55 годам тюремного заключения. В ноябре 2019 года против Макинтайра было выдвинуто второе обвинение в убийстве — за стрельбу в 23-летнего Марка Энтони Сальдивара во время бегства в 2017 году. По этому делу он был признан виновным 14 апреля 2025 года и приговорён к 80 годам тюрьмы.

## Биография

### Ранняя жизнь
Таймор Травон Макинтайр родился 16 июня 2000 года в Лонг-Бич, штат Калифорния. Ещё юношей он вступил в банду Crips. Его отец, Кевин Беверли, родился в Комптоне, штат Калифорния, а затем переехал в Хэмптон, штат Вирджиния, был членом банды Baby Insane Crips в Лонг-Бич. Он был заключен в тюрьму во времена юности Макинтайра. Мать Макинтайра, которая также была членом банды Crips, перевезла его и его сестру в Лас-Вегас, штат Невада, когда ему было 8 лет. После выхода на свободу отца, семья снова переехала, на этот раз в Арлингтон, штат Техас. Там они надеялись улучшить свою жизнь.

### Карьера
Макинтайр начал свою рэп-карьеру в составе рэп-группы Daytona Boyz, вместе с рэперами Pimpyz и Santana Sage. Группа выпустила свой первый трек «Drift» на музыкальной платформе SoundCloud в декабре 2014 года. Группа выпустила серию песен, но они не привлекли внимания. Они выступали на различных вечеринках.
Макинтайр выпустил свою первую сольную песню в середине 2014 года под названием «U Guessed It» на своём аккаунте SoundCloud. Песня вместе с Wali Da Great, которая была выпущена в ноябре 2015 года, привлекла к себе внимание местных жителей на сцене Арлингтона. Песня Макинтайра «Megaman» была выпущена на SoundCloud 16 марта 2016 года. Она, наряду с несколькими другими песнями, стала популярной лишь после того, как Тэймора арестовали по обвинению в убийстве.
Пока Тэймор находился в бегах от полиции, выпустил несколько песен, включая «The Race», которая была записана во время пребывания Макинтайра в Нью-Джерси. Также он снял клип на эту песню, который был выпущен на YouTube за две недели до его ареста. Песня дебютировала на 70- место в американском Billboard Hot 100 после популяризации хэштега «#FREETAYK». Трек достиг пика на 44-м месте в Billboard Hot 100. На трек «The Race» были записаны ремиксы именитыми артистами, включая Tyga, Lil Yachty и Fetty Wap.
Находясь в заключении, Макинтайр выпустил микстейп Santana World. WorldStarHipHop выпустил «Coolin» 14 сентября 2017 года. В своём официальном аккаунте в Твиттере Тэймор написал, что версия, выпущенная WorldStarHipHop, была утечкой, а не официальной.
14 декабря 2017 года Тэймор, в составе лейбла 88 Classic, переиздал свой дебютный микстейп Santana World. На пластинке появилась обновлённая версия его сингла «The Race», с вокалом от рэперов 21 Savage и Young Nudy.

## Проблемы с законом
Первый зарегистрированный случай с Тэймором и его преступным взаимодействием произошел, когда он был свидетелем убийства 20-летней Сары Мучлехнер участником Daytona Boyz Эриком Джонсоном, также известным по сценическому имени Santana Sage. Макинтайр и Джонсон присутствовали на той же вечеринке, что и Мучлехнер, не общаясь, пока они не ушли. Джонсон ехал через Дентон, когда его чёрный внедорожник остановился рядом с машиной Мучлехнер. Макинтайр и ещё один участник Daytona Boyz, Pimpyz, стали звать парня Мучлехнер, что привело к тому, что мужчина опустил окно. Затем Джонсон пригрозил застрелить мужчину, что привело к отъезду машины Сары подальше от хулиганов. Внедорожник погнался за Мучлехнер, а Джонсон сделал два выстрела, попал в голову жертвы, убив её. Джонсон признался в убийстве, и Макинтайр не был обвинен по этому делу. Джонсон был приговорён к 44 годам тюремного заключения.
Второй случай произошёл в июле 2016 года. Макинтайр и ещё шесть человек были арестованы по обвинению в убийстве. 26 июля 2016 года Меган Холт и Ариана Бхаррат были частью плана Тэймора и его друзей по ограблению 21-летнего Этана Уокера. Предположительно, пара планировала соблазнить Уокера, а затем пропустить вооруженных людей в дом, где они должны были украсть наркотики и деньги. Одна из девушек отперла дверь, после чего вооруженные люди начали грабить Уокера, что привело к перестрелке и гибели Уокера. Также несмертельно были ранены два друга Тэймора.
Рэпер был помещён под домашний арест до проведения сертификационных слушаний, но за несколько дней до проведения сертификационных слушаний Тэймор и еще один подозреваемый отрезали электронные браслеты и скрылись в Сан-Антонио, штат Техас. Непосредственно перед тем, как отключить электронные браслеты и отправиться в бега, Макинтайр написал в Твиттере: «fuck dis house arrest shit fuck 12 they gn hav 2 catch me on hood». Подозреваемый, с которым Макинтайр сбежал, был пойман в мае 2017 года. Тэймор отправился в Элизабет, штат Нью-Джерси, где он записал песню «The Race», в которой рассказывает о том, как он бежал от полиции, и о проблемах с законом. 30 июня 2017 года Макинтайр был захвачен службой федеральных маршалов США в Элизабет, штат Нью-Джерси. Было вынесено новое обвинение: якобы 23 апреля 2017 года, находясь в бегах, участвовал в ограблении возле магазина Chick-fil-A в Сан-Антонио, штат Техас, и застрелил 23-летнего Марка Энтони Салдивара. Согласно обвинениям, Макинтайр и два сообщника заманили Салдивара в черный внедорожник, чтобы попытаться украсть его фотооборудование. Марк вырвался и пытался сбежать, Tay-K же вышел из машины и выстрелил в него. Также, находясь в бегах, 25 мая 2017 года Макинтайр напал и ограбил 65-летнего Оуни «Скипа» Пепе в Крейвенс-парке, Арлингтон, Техас. Позже Пепе опознал Макинтайра.
15 июля 2019 года, в первый день судебного разбирательства, Макинтайр признал себя виновным по двум пунктам обвинения в грабеже при отягчающих обстоятельствах в деле о вторжении в дом в Мэнсфилде. 19 июля суд присяжных признал Тэймора виновным, а 23 июля Tay-K был вынесен приговор за убийство Этана Уокера — 55 лет тюремного заключения и 21 тысячу долларов штрафа.
В августе 2019 года Макинтайр был экстрадирован в тюрьму округа Бексар в ожидании суда по делу об убийстве Марка Энтони Салдивара.
В феврале 2024 года Tay-K отклонил его сделку о признании вины и решил передать дело в суд. Судебный процесс начался 1 апреля 2025 года. 11 апреля 2025 года были зачитаны заключительные заявления, и суд перешел в стадию обсуждения присяжными. 14 апреля 2025 года Макинтайр был признан виновным в совершении менее тяжкого преступления — убийстве, а не в тяжком убийстве, и приговорён к 80 годам тюремного заключения без права на условно-досрочное освобождение. Срок будет протекать параллельно с первым.

## Дискография

### Микстейпы
- 2017 — #3Tay-K47
- 2017 — #SantanaWorld

### Синглы
- 2014 — Drift
- 2016 — Megaman
- 2017 — The Race
- 2018 — After You
- 2018 — Hard (при участии No Jumper и BlocBoy JB)